# Březník
Březník (in tedesco Brzeznik) è un comune della Repubblica Ceca facente parte del distretto di Třebíč, nella regione di Vysočina.